# Porricondyla fulvescens
Porricondyla fulvescens är en tvåvingeart som beskrevs av Panelius 1965. Porricondyla fulvescens ingår i släktet Porricondyla och familjen gallmyggor. Inga underarter finns listade i Catalogue of Life.